# كازو أونودا
كازو أونودا (28 نوفمبر 1900 – 21 فبراير 1983) هو سبّاح ياباني راحل، مثّل بلاده في الألعاب الأولمبية الصيفية 1924.

## روابط خارجية
كازو أونودا على موقع الاتحاد الدولي للسباحة (الإنجليزية)
- كازو أونودا على موقع أوليمبيديا (الإنجليزية)